# Trioza varians
Trioza varians är en insektsart som beskrevs av Crawford 1910. Trioza varians ingår i släktet Trioza och familjen spetsbladloppor. Inga underarter finns listade i Catalogue of Life.